# Pix
Pix (порт.-браз. Sistema de Pagamentos Instantâneos) — система быстрых платежей, управляемая Центральным Банком Бразилии. Основная валюта — бразильский реал.

## История
Запущена в промышленную эксплуатацию 16 ноября 2020 года. В 2021 стала самой распространенной в Бразилии системой электронных платежей для бизнеса и физ лиц.

## Возможности
- Быстрые онлайн переводы между физическими и юридическими лицами по номеру телефона или QR-коду